# Шарл Пелисје
Шарл Пелисје (фр. Charles Pélissier; 20. фебруар 1903 — 28. мај 1959), је бивши француски професионални бициклиста и млађи брат победника Тур де Франса Анрија Пелисјеа. Био је професионалац од 1922. до 1939. године. Пелисје је победио 16 етапа на Тур де Франсу, а и даље је актуелан његов рекорд од осам етапних победа на једном Туру, који дели са Едијем Мерксом и Фредијем Мертенсом.

## Каријера
Шарл Пелисје је почео каријеру 1922. године, а прву значајну победу остварио је 1925. освојивши трку Париз—Арас. Наредне три године освајао је национално првенство у сајкло кросу, а 1926. је завршио други на националном првенству у вожњи на хронометар и у друмској вожњи, а затим је завршио трећи на Париз—Рубеу. 1929. је возио свој први Тур де Франс и освојио је једну етапу. 1930. победио је на трци Шест дана Париза, а на Тур де Франсу је освојио осам етапа, а на седам етапа је завршио на другом месту. У генералном пласману завршио је на деветом месту.
1931. освојио је треће место на Париз Турс трци, а затим друго на Париз—Рубеу, а на Тур де Франсу је победио на пет етапа. 1932. године није учествовао на Туру, а 1933. је одустао током треће етапе, а затим је победио на трци Критеријум де Ас.
1934. освојио је трке око Женеве и Париза, а Тур де Франс опет није успио да заврши, морао је да га напусти током шесте етапе. 1935. освојио је трку Медисона, а затим друго место на трци Париз—Сент Етјен. Први пут од 1930. успио је да заврши Тур де Франс, освојивши две етапе, то му је уједно било и задње учешће на Туру. Возио је још четири године, до почетка Другог светског рата. Поред неколико других и трећих места, успио је да освоји трку у Немачкој 1938. године.